# Museu Ferroviário de Tubarão
Museu Ferroviário de Tubarão é um museu localizado em Tubarão, Santa Catarina. Dedicado à história da ferrovia no Sul Catarinense e também no Brasil, foi criado em agosto de 1997, por iniciativa do médico José Warmuth Teixeira e de trabalhadores da antiga Rede Ferroviária Federal e da Ferrovia Tereza Cristina, resguardando a história da extinta Estrada de Ferro Donna Thereza Christina (EFDTC), inaugurada em 1 de setembro de 1884.

## Acervo
O acervo do museu é composto de máquinas a vapor (28 locomotivas, das quais 80% rodaram nos trilhos da Estrada de Ferro Dona Tereza Cristina, sendo 14 destas restauradas), de vagões, de documentos e outros objetos utilizados no transporte ferroviário.

## Administração
O museu é administrado pela SALV – Sociedade dos Amigos da Locomotiva a Vapor.

## Passeio ferroviário
É promovido periodicamente o passeio “Trem da História”. Os passeios são realizados para Imbituba, Laguna, Jaguaruna e Urussanga, além de localidades destes municípios, em máquinas a vapor, a chamada Maria Fumaça. As datas das viagens são divulgadas previamente.

## Galeria

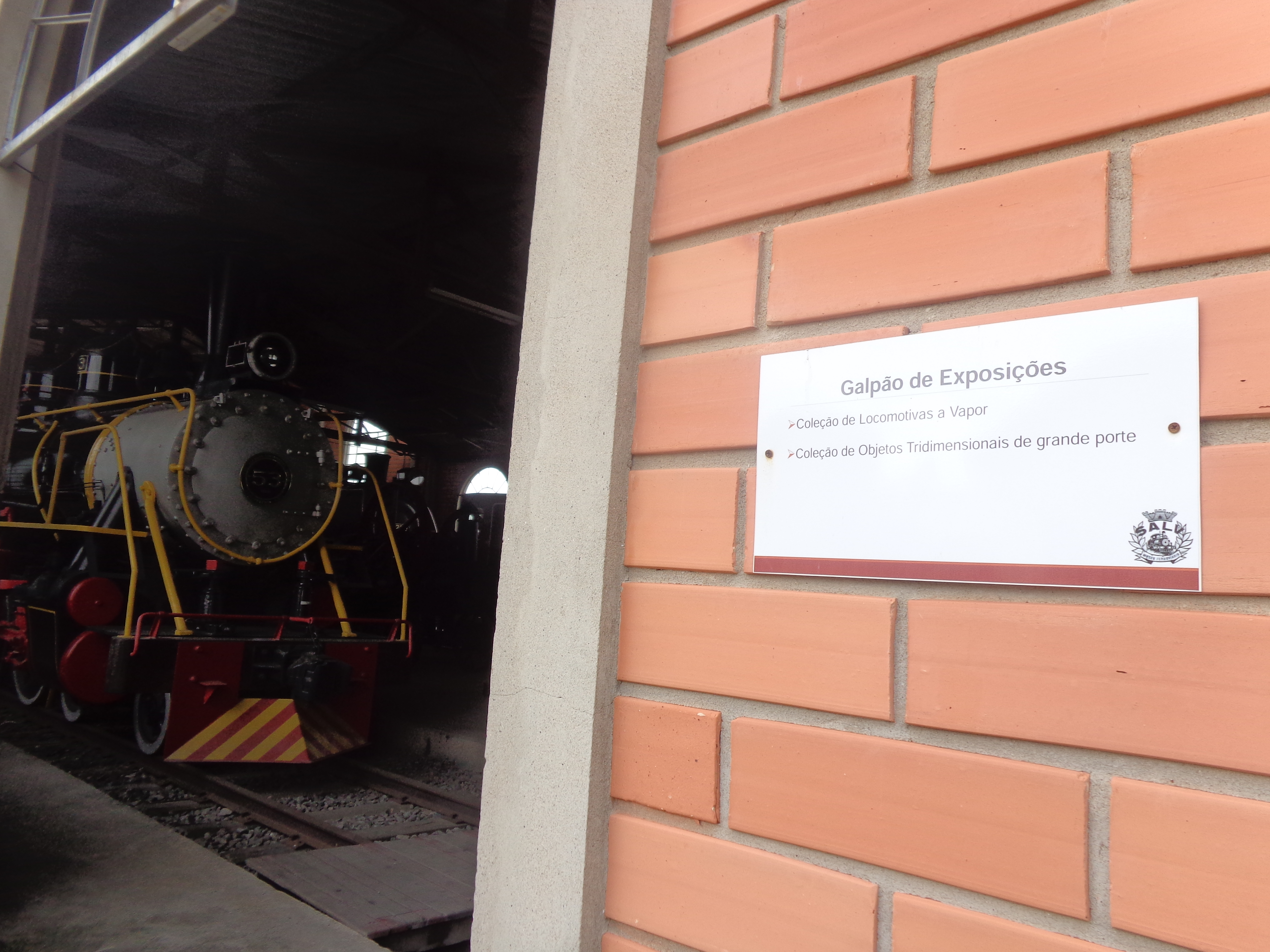
Galpão de Exposições
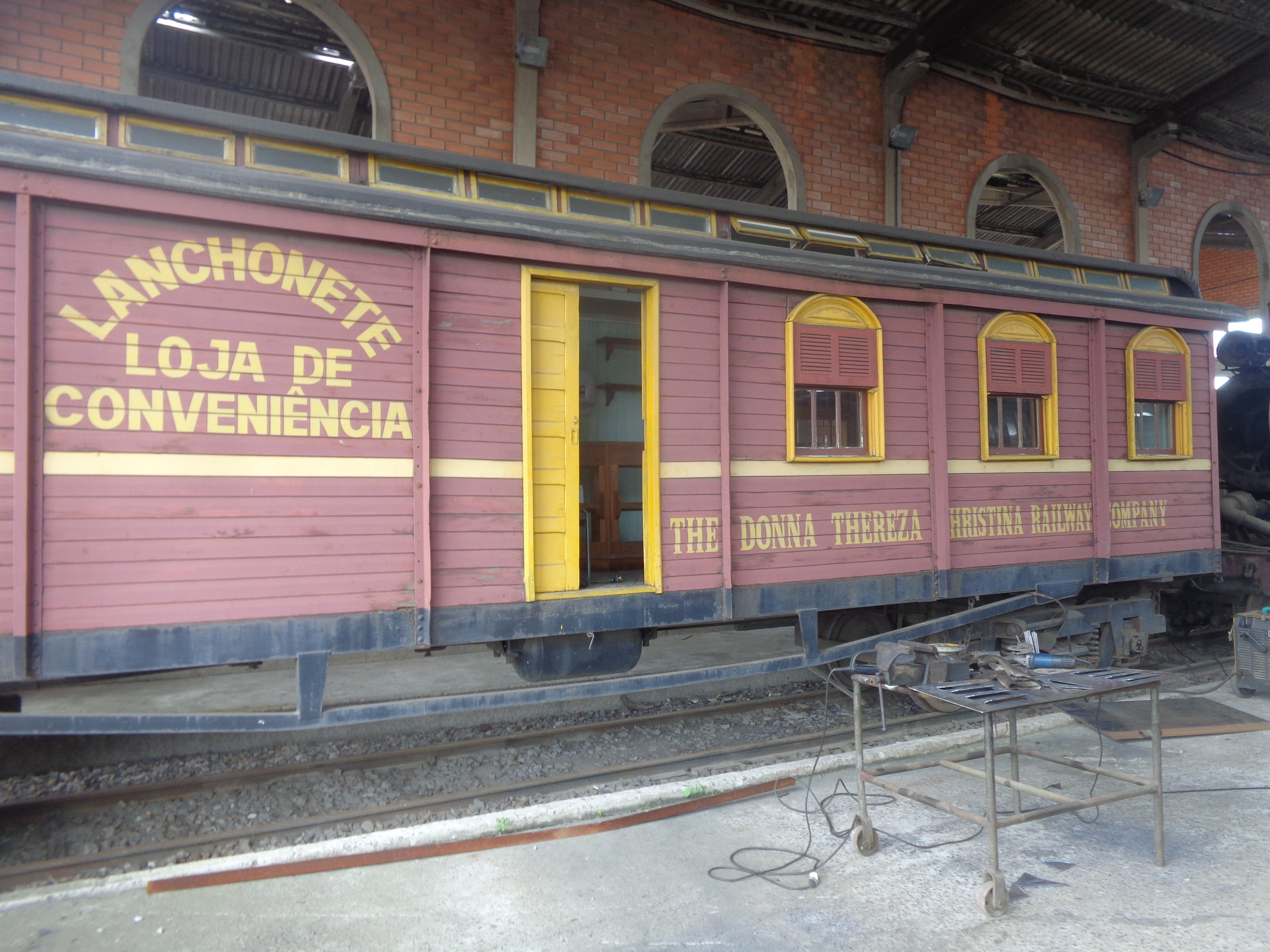
Vagão Lanchonete da EFDTC
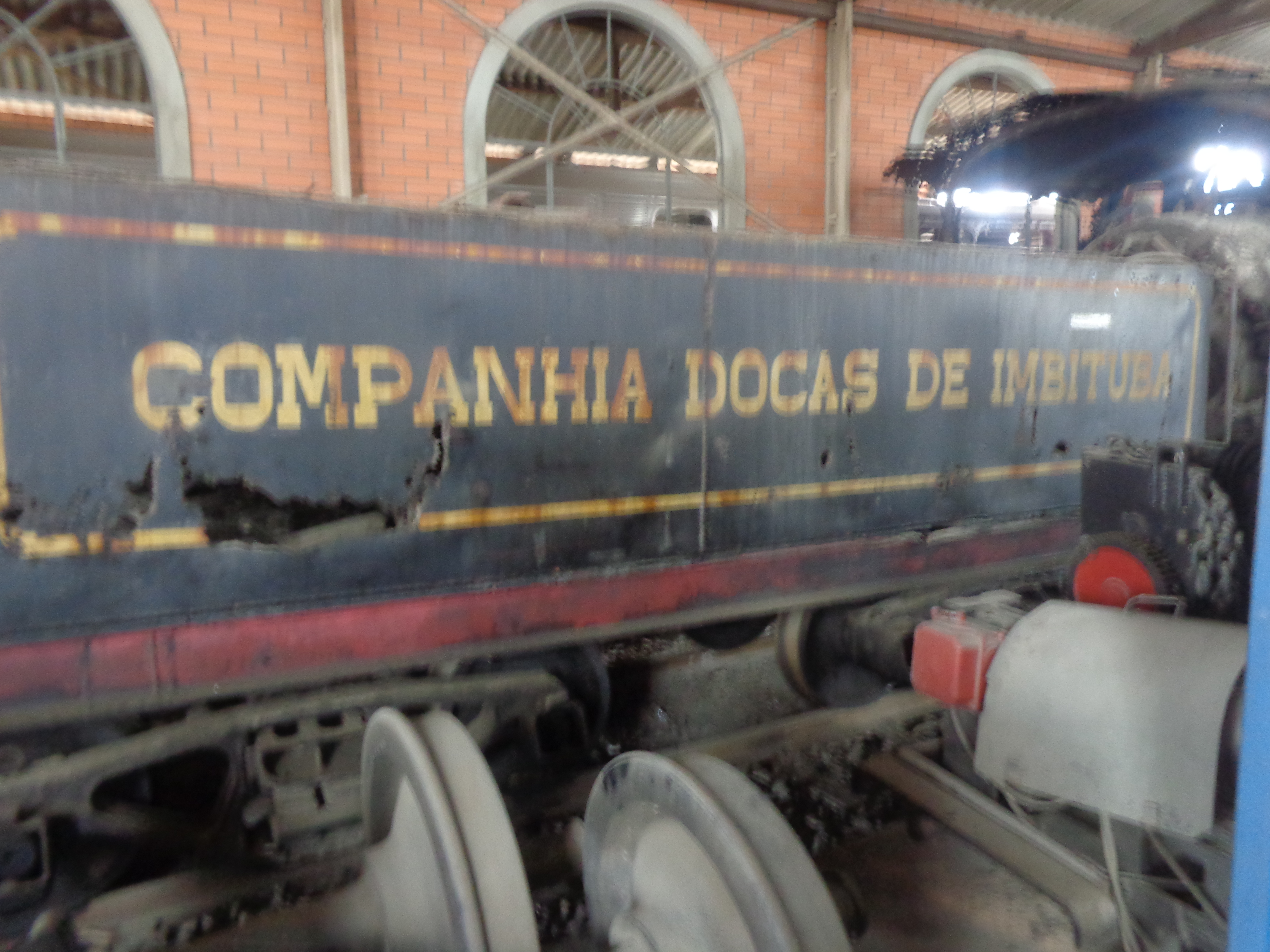
Vagão da Companhia Docas de Imbituba, aguardando restauração
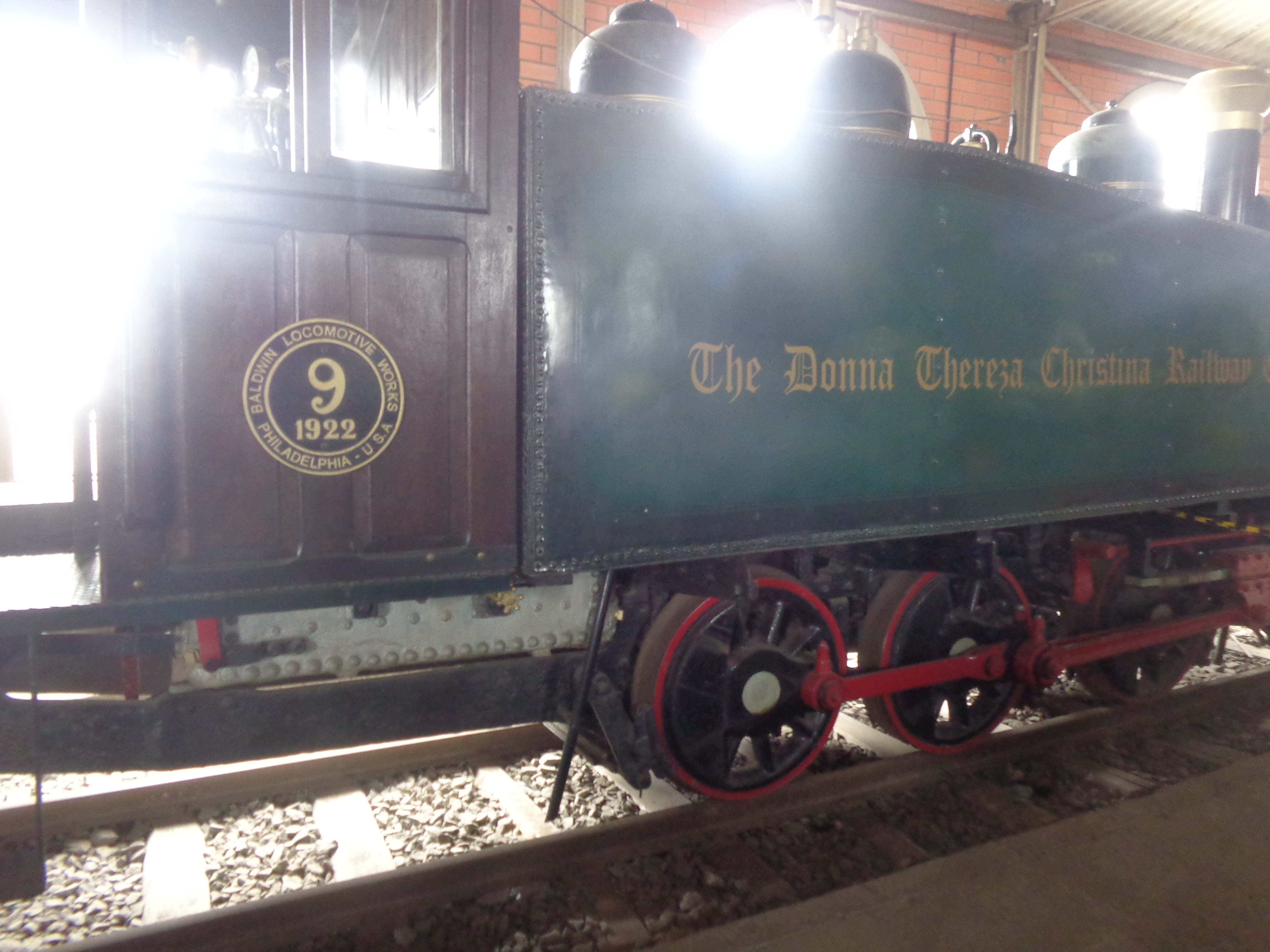
Locomotiva 9-1922 da EFDTC